# Spišský Štiavnik

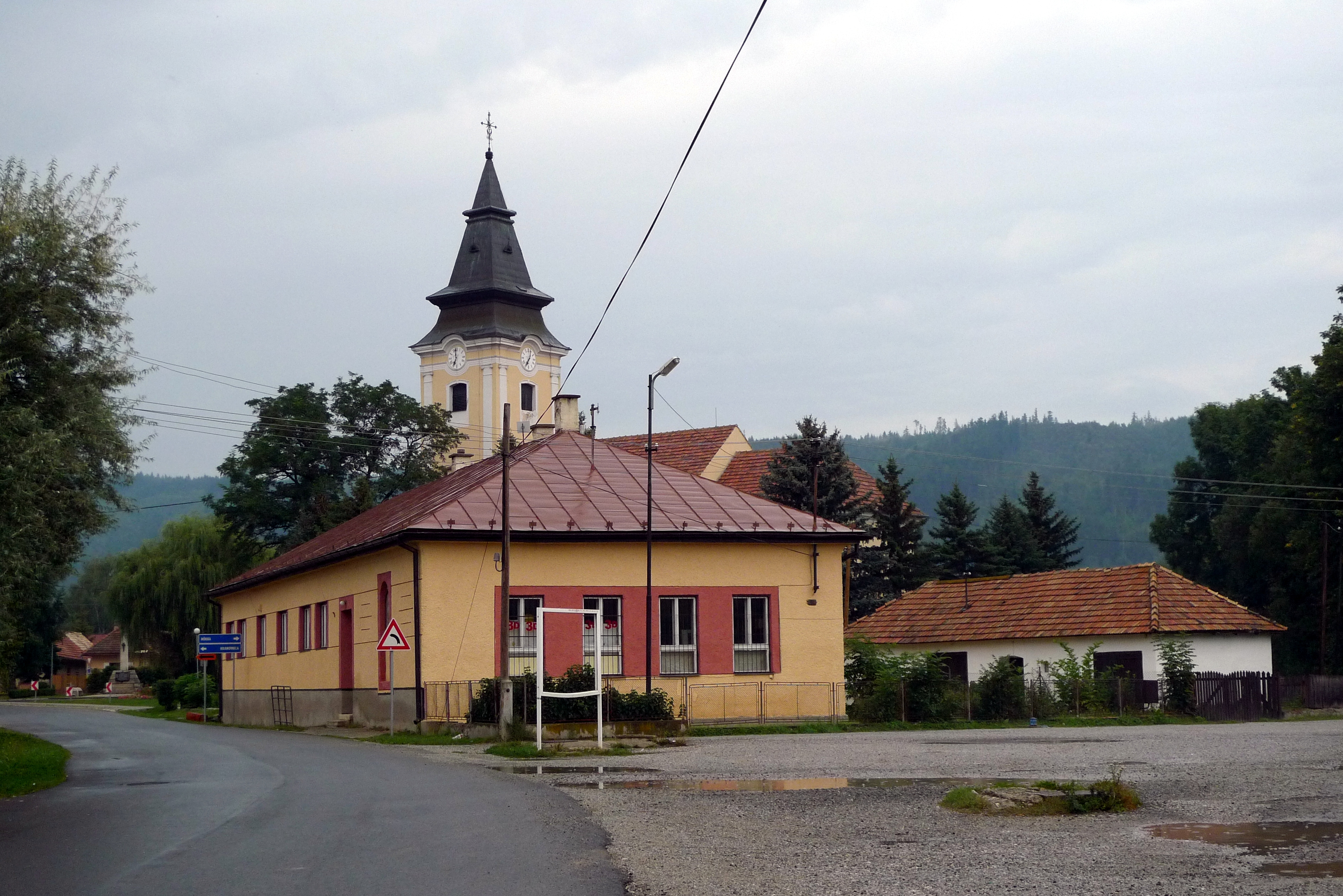
Spišský Štiavnik

Spišský Štiavnik (Hongaars: Savnik, Duits: Schawnig) is een Slowaakse gemeente in de regio Prešov, en maakt deel uit van het district Poprad.
Spišský Štiavnik telt 2.428 inwoners.